# HD 268835
HD 268835 eller HDE 268835, är en ensam stjärna belägen i norra delen av stjärnbilden Taffelberget. Den har en skenbar magnitud av 10,6 och kräver ett mindre teleskop för att kunna observeras. Den rör sig bort från solen med en heliocentrisk radialhastighet av ca 20 km/s. Den är en av två stjärnor som identifierats av NASA:s Spitzer Space Telescope i Stora magellanska molnet (den andra är R 126 eller HD 37974), som inringad av vidsträckta stoftskivor som teoretiskt antas vara ursprunget till planeter. 

## Observation

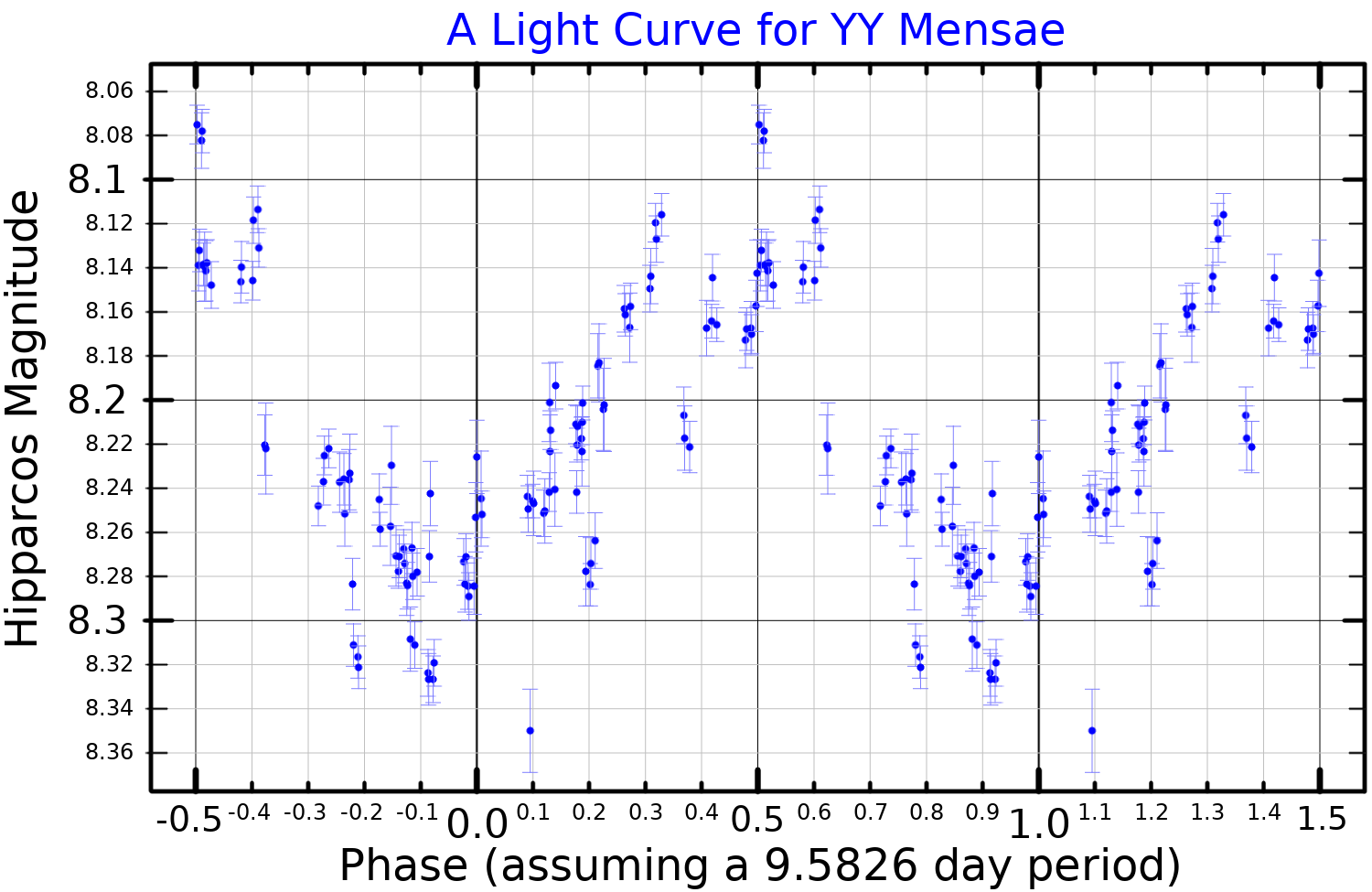
Ljuskurva i visuella bandet för HD 268835, plottad från Gendersen & Sterken (2002).

Både HD 268835 och HD 37974 klassificeras som hyperjättar, mycket stora och mycket ljusstarka. Stoftmolnet kring dem överraskade astronomer eftersom stjärnor så stora som dessa ansågs vara ogästvänliga för planetbildning eftersom de har mycket starka vindar som gör det svårt/omöjligt för stoftmolnen att "kondensera" till planeter. "Vi vet inte om planeter som de i vårt solsystem kan bildas i den mycket energirika, dynamiska miljön hos dessa massiva stjärnor, men om de kunde, skulle deras existens bli kort och spännande", säger Charles Beichman, astronom vid NASA:s Jet Propulsion Laboratory och California Institute of Technology, båda i Pasadena, Kalifornien.

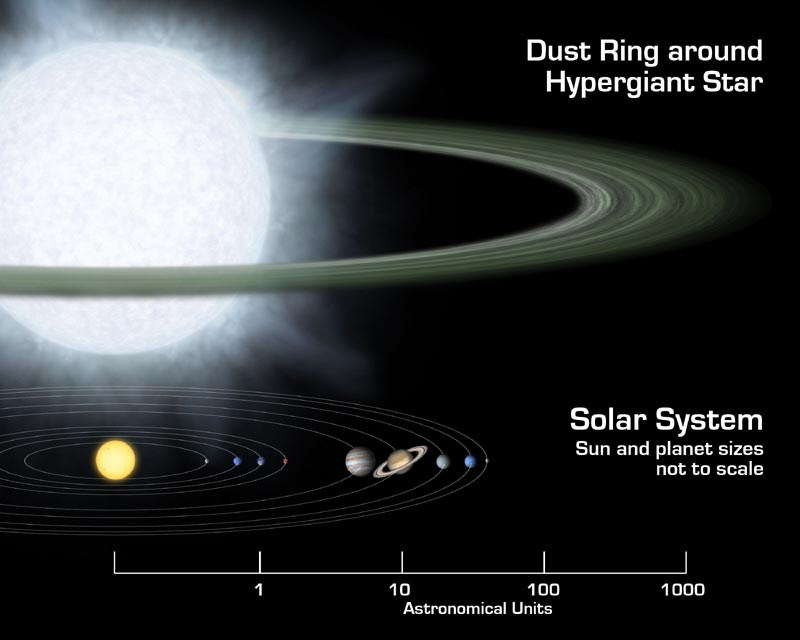
Konstnärens intryck av HD 268835:s stoftskiva jämfört med solsystemet

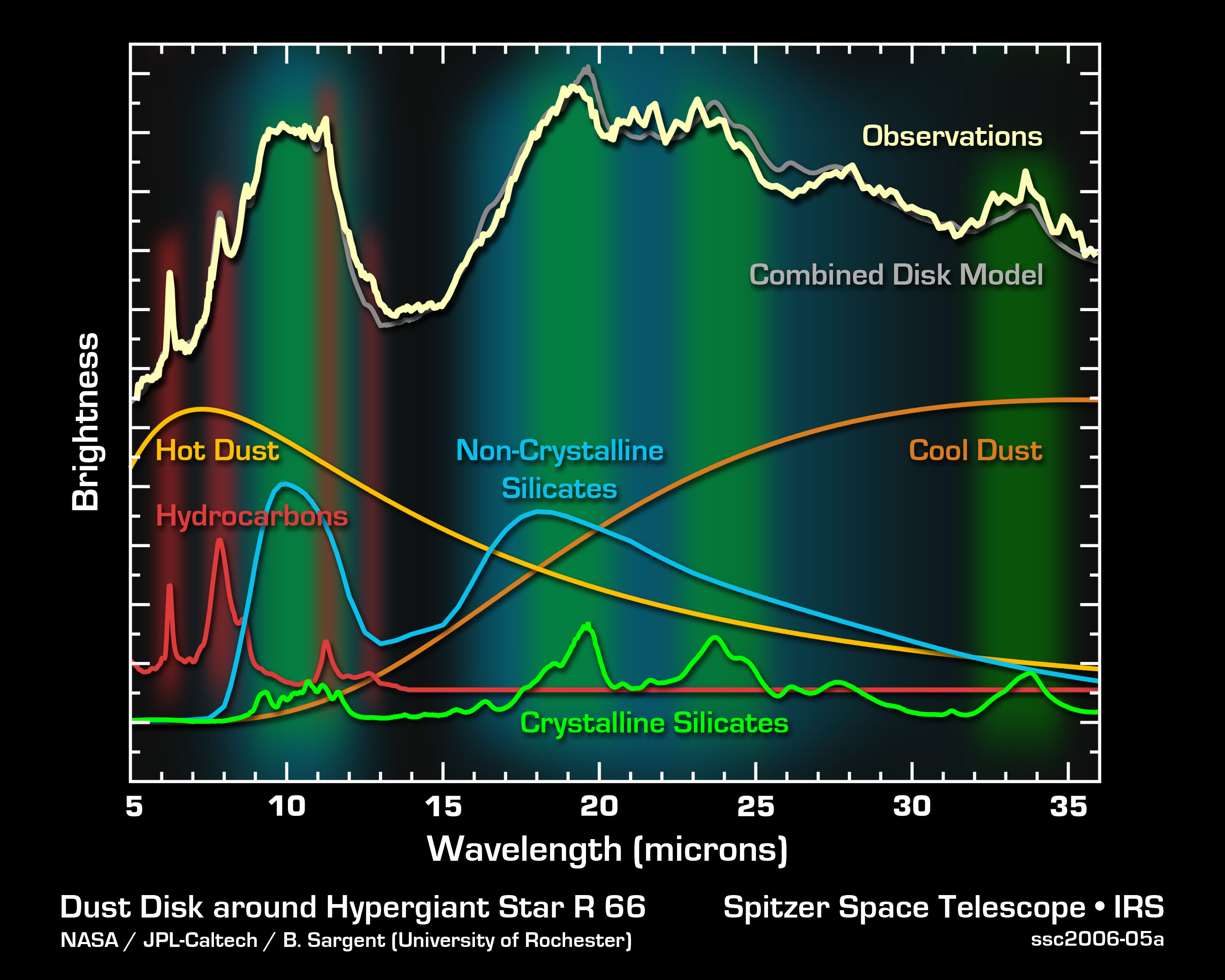
Det infraröda spektrumet för HD 268835 jämfört med det för en flerkomponentsmodell av skivkompositionen

## Designationen
HD 268835 har också designation HDE 268835 med ändelsen E för Extended, eftersom den tillhör den utökade HD-katalogen. Den benämns ändå vanligtvis HD 268835.